# Communauté de communes des Coteaux du Vexin
La communauté de communes des Coteaux du Vexin est une ancienne communauté de communes française, située dans le département des Yvelines et la région Île-de-France.

## Historique
Créée le 1er janvier 2013, elle est dissoute le 31 décembre 2015, compte tenu de la création de la communauté urbaine Grand Paris Seine et Oise le 1er janvier 2016.

## Géographie
La communauté de communes se situe dans l'ouest de l'agglomération parisienne sur la rive droite de l'agglomération de Mantes-la-Jolie, dont 35 communes sont regroupées au sein de la communauté d'agglomération de Mantes-en-Yvelines.

## Composition

Les 3 communes de la CCCV en 2013.

La communauté de communes des Coteaux du Vexin est composée de trois communes :
| Nom           | Code Insee | Gentilé         | Superficie (km2) | Population (dernière pop. légale) | Densité (hab./km2) |
| ------------- | ---------- | --------------- | ---------------- | --------------------------------- | ------------------ |
| Limay (siège) | 78335      | Limayens        | 11,48            | 16 144 (2014)                     | 1 406              |
| Issou         | 78314      | Issoussois      | 4,80             | 4 262 (2014)                      | 888                |
| Guitrancourt  | 78296      | Guitrancourtois | 7,32             | 620 (2014)                        | 85                 |

## Fonctionnement

### Le siège
Le siège de la CCCV se trouvait à Limay.

### Les élus
Le conseil communautaire de la CCCV est composé de 25 membres issus des 3 communes. Les membres du conseil communautaire sont répartis de la manière suivante : 
- Limay : 12 sièges ;
- Issou : 10 sièges ;
- Guitrancourt : 3 sièges.